# Filip Myszkowski

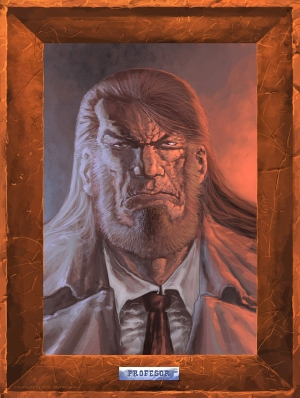
Profesor - jedna z postaci stworzonych przez rysownika

Filip Myszkowski (ur. 8 czerwca 1979 w Pyskowicach k. Gliwic) – polski rysownik, malarz, twórca komiksów, ilustrator.
Pierwsze ilustracje, paski komiksowe i karykatury publikował w drugiej połowie lat 90. w "Głosie Wielkopolskim" i "Gazecie Poznańskiej". Współtworzył magazyn komiksowy "Produkt" przez prawie cały okres wydawniczy (2000-2004), prezentując na jego łamach m.in. autorską serię "Emilia, Tank i Profesor". Losy bohaterów Myszkowskiego doczekały się dwóch albumów komiksowych wydanych nakładem Mandragora i Zin Zin Press oraz szeregu ilustracji.
W latach 2004–2008 związany z magazynem "Mix Komiks", w którym publikował comiesięczną serię komiksową dla dzieci "Zefir", postać stworzoną przez Michała "Śledzia" Śledzińskiego.
W 2008 roku wykonał ilustracje dla wydawnictwa Fabryka Słów  do książek Miroslava Žambocha  - "Mrocznego Zbawiciela", T. 1-2 i "Wylęgarni", T. 1-2.
Od 2009 zajmuje się malarstwem sztalugowym.